# 努南 (密蘇里州)
努南（英語：Noonan）是位於美國密蘇里州羅爾斯縣的鬼鎮。

## 歷史
努南的郵局於1892年設立，其後於1906年停運。

## 地理
努南所處的海拔為高於海平面222米（即728英呎），而該地所採用的時區為UTC-6，即北美中部時區（CST）。同時該地設有夏令時間，為UTC-6調快一小時，即UTC-5（CDT）。